# François Pyrard
Pour les articles homonymes, voir Pyrard.
François Pyrard (vers 1578 à Laval - vers 1621 à Paris), navigateur et explorateur polyglotte français, auteur de Voyage de François Pyrard de Laval contenant sa navigation aux Indes orientales, Maldives, Moluques, et au Brésil.
Il fut l'un des premiers Français connus à gagner les Indes. Il restera le seul voyageur qui sera consulté et cité avec confiance au sujet de l'archipel des Maldives, jusqu'à la relation de Robert Moresby (en) au XIXe siècle.

## Biographie
Fils et petit-fils de commerçants, propriétaire du Boisgarnier à Argentré, il avait en outre des relations familiales avec la dynastie des Langlois, architectes lavallois. Son cousin germain est le jésuite Pierre Pyrard. François Pyrard parle lui-même de son « pays natal qui est Laval, en Bretagne… »

## Le Voyage

### Le chemin des Indes
En 1601, la Compagnie des marchands de Saint-Malo, Laval et Vitré qui rêve des Moluques arme deux navires, le Corbin et le Croissant pour sonder le guay et chercher le chemin des Indes. L'objectif de cette mission était de sonder le gué, chercher un chemin des Indes et le montrer aux Français.
Marchand originaire de Laval, François Pyrard, non moins désireux de voir et d'apprendre que d'acquérir du bien, embarque à Saint-Malo le 11 mai 1601 à bord du Corbin. François Martin, originaire de Vitré embarque lui à bord du Croissant, et sera aussi à l'origine de la relation de son voyage.

### Une expédition dangereuse
- 18 mai 1601 : départ de Saint-Malo.
- Pyrard, homme profondément religieux, est vivement choqué des façons des marins et de leurs continuels blasphèmes[9]. Un accident survenu au mât du Corbin, le mauvais ordre et le peu de police dont il est témoin font mal augurer du succès de la mission.
- 3 juin 1601 : passage devant les îles Canaries.
- 12 et 13 juin 1601 : passage devant les îles du Cap-Vert.
- 21 juin 1601 : on reconnaît neuf gros navires hollandais[10], qui se mirent dès l'abord en devoir de faire honneur à la flottille française ; ils passèrent sous le vent et tirèrent chacun un coup de canon : mais leur vice-amiral ayant lancé un boulet qui porta dans le Corbin au travers des voiles, il lui fut aussitôt vigoureusement répondu. Une explication suivit cette escarmouche ; le canonnier du vice-amiral hollandais était ivre ; des excuses furent données et acceptées. Cette salve provenant de vaisseaux hollandais endommage la voilure du Corbin.
- 14 juillet 1601 : passage le long des côtes de Guinée.
- 24 août 1601 : passage de la ligne de l'Équateur.
- 29 août 1601 : on jette l'ancre en vue à l'île d'Annobon. Les Portugais tirent sur eux, tuent un homme[11] et font cinq prisonniers qu'ils ne relâcheront que pour une forte rançon. Malgré cet état d'hostilité, les deux navires restent six ou sept semaines dans la rade pour se reposer et y refaire les provisions.
- 16 octobre 1601 : départ de la rade de l'île d'Annobon.
- 17-26 novembre 1601 : halte de 9 jours à l'île Sainte-Hélène. « Nous trouvâmes sur l'autel de la chapelle, plusieurs billets qui donnaient avis que les Hollandais y avaient passé ».
- 27 décembre 1601 : passage du cap de Bonne-Espérance.
- janvier 1602 : tempête violente pendant 4 jours en face de Madagascar[12].
- 18 février 1602 : le Croissant et le Corbin, après différentes péripéties, se rejoignent à Madagascar, dans la baie de Saint-Augustin. Les tempêtes ont beaucoup fatigué les navires et éprouvé les équipages.
- Un séjour de quelques mois sur la côte dans un petit fort est effectué. Il aggrave l'état des malades, malgré le bon vouloir des insulaires. 41 succombent.
- 15 mai 1602 : les bateaux repartent de Madagascar.
- 23 mai 1602 : on jette l'ancre devant les îles des Comores, pour trouver un air plus sain pour les malades.
- 7 juin 1602 : on repart au bout de 15 jours. Le temps est favorable, mais l'inexpérience et l'entêtement de La Bardelière vont causer une catastrophe qui empêchera tout le succès de l'expédition.
- 1er juillet 1602 : perte du bateau de sauvetage sur le Croissant.
- 2 juillet 1602 : on signale du Corbin de grands bancs de rochers entourant de petites îles. On prévient le capitaine que l'on se croyait en vue des îles Maldives. Le capitaine du Croissant s’obstine à prendre pour les îles de Diego-de-Reys et ordonne de continuer à gouverner vers l'est.
- 3 juillet 1602 : au réveil, le navire talonne deux fois avec force sur un récif et se couche aussitôt sur le flanc. Le Corbin fait naufrage au milieu de la nuit sur les récifs des îles Maldives par l'inexpérience du capitaine, et par le fait que tout l'équipage était ivre. Grout du Closneuf, retenu au lit par la maladie, est hors d'état de prescrire aucune mesure. Au jour, on vit en dehors de la ligne de brisants que le Corbin; les naufragés ne pouvaient plus fonder d'espoir que sur eux-mêmes.
- Le Croissant, averti du danger par coups de canon, s'éloigne des écueils et fait voile pour Sumatra (voir François Martin)[13].

### Le naufrage

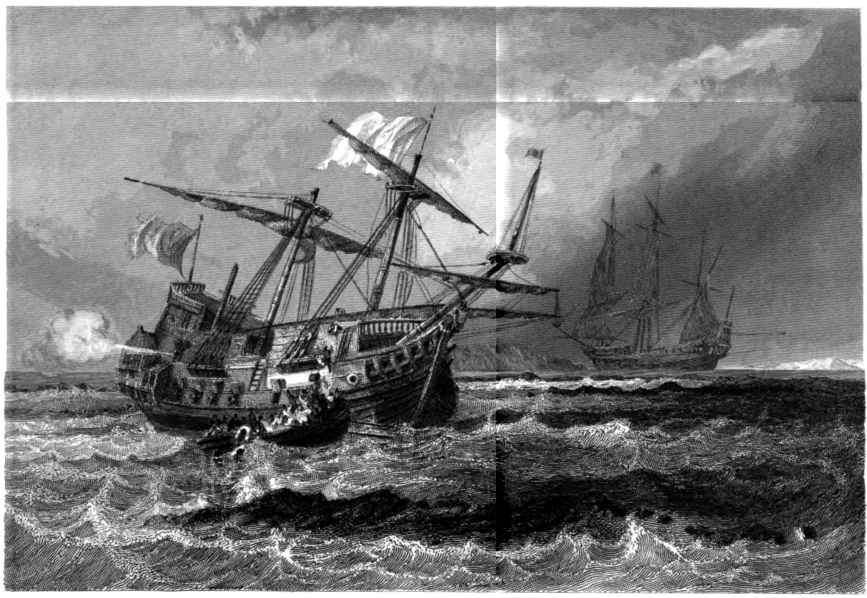
Naufrage du Corbin.

Ce sont des scènes horribles, parmi les naufragés. Dans son ouvrage, Pyrard indique la fureur des vagues, l'état de destruction du bateau mais aussi les hommes, leur ivresse, leurs réactions de survie. 

« Je dirai volontiers que les gens de mer … laissent leur âme et leur conscience sur terre tant je les vois si peu religieux et si dénaturés et insolents »

On parvient enfin à mettre une chaloupe à la mer après deux jours de travail, et à quitter le navire battu par les vagues. Les marins prennent terre dans l'île de Pulodou (Maldives) avec quelques marchandises et le peu d'argent qu'ils avaient pu recueillir. Les insulaires ne se montrent pas absolument hostiles ; mais ils enlèvent les armes des naufragés et leur font voir qu'ils ne sont plus entièrement maîtres de leur liberté, mais prisonniers.

### Les Maldives
Quelques-uns sont envoyés au Roi dans l'île Malé ; Pyrard et deux autres de ses compagnons sont conduits dans l'île de Pandoué. Pendant tout un hiver, ils n'avaient pour abri qu'un toit de roseaux supporté par 4 piliers de bois, laissant passage à la pluie et aux vents. On finit par les employer à la pêche et aux plus durs travaux qu'on récompensait de quelques noix de coco, de miel ou d'une poignée de millet. Souvent ils étaient réduits à n'avoir pour nourriture que les coquillages de la côte, ou les poissons qui venaient s'échouer sur le rivage. Pyrard, plutôt que de se laisser abattre, réfléchit aux moyens d'améliorer son sort. II apprend la langue des indigènes et en peu de temps il peut se faire entendre. Dès lors, il gagne l'affection du chef de l'île, Aly Pandio, auquel il explique les cartes marines du vaisseau, le mouvement de la boussole, et il le renseigne sur les mœurs et usages des Européens.

### Malé
Au bout de trois mois et demi, un officier du roi de Malé propose à Pyrard de l'emmener à la cour à Malé, résidence du roi. Il accepte au grand désespoir de ses deux compagnons. Pyrard, introduit à la cour, fait son compliment non seulement dans la langue, mais encore conformément aux usages des Maldives. Il répond avec à-propos à toutes les questions, et est admis tous les jours à l'audience avec tous les autres courtisans. Il charge celui qui l'avait amené de pourvoir à son logement.
L'usage du pays voulait que les hommes de la cour reçussent du roi du riz et autres provisions. Pyrard se voit donc assuré d'une nourriture plus abondante et meilleure que lors de sa capture à l'île Pulodou. Il est bien traité car il parle couramment la langue du pays. Pyrard est aussi bien accueilli des reines dont la curiosité portait sur d'autres sujets : habillement, religion. Il profite de la faveur royale pour appeler près de lui trois Français et cinq Flamands de ses compagnons d'infortune.
Pris à son tour par la malaria, il est pendant deux mois entre la vie et la mort, soigné comme son enfant par le seigneur auquel le roi l'avait confié, puis envoyé en convalescence à l'île de Bandou.
À son retour, un double malheur l'atteint :
- la mort d'un ami de Vitré ;
- la colère du roi irrité de l'évasion des Flamands.

Pyrard fut soupçonné de complicité avec eux et privé des secours du roi. Le roi, irrité, défendit de continuer la distribution de vivres à ceux qui restaient, n'empêchant pas néanmoins les insulaires de leur donner des provisions s'ils le voulaient.
À force de souplesse, Pyrard rentre de nouveau en grâce. Le roi le comble de biens, les courtisans lui portent de l'affection. Il tire quelques profits du trafic qu'il lui est permis de faire avec les navires étrangers. Il devient quelque peu riche « à la manière du pays », en marchandises et en arbres à cocos. Pyrard vit ainsi plusieurs années aux Maldives. Il s'accommode de son mieux de sa position extraordinaire et ne songe guère à un retour qui lui semble devenu à peu près impossible. Selon lui, il ne lui reste rien à désirer, hors le libre exercice de sa religion.

### Pirates du Bengale
Pyrard fait le vœu, à la suite d'un rêve, de faire le voyage de Saint-Jacques-de-Compostelle en Galice, si jamais il revient en terre chrétienne. Depuis cinq ans, Pyrard vit dans les îles des Maldives.
Deux jours après ce vœu, le 7 février 1607, le roi de Malé, trahi par un pilote perfide, voit arriver un matin une flottille composée de seize galiotes. Il n'a pas les moyens de se défendre; il essaie de fuir et est tué. Ses îles passent au pouvoir des pirates du Bengale.
Pyrard va trouver les pirates du Bengale, et les prie de le sauver. Il est pris pour un Portugais et ils veulent le tuer. Il est mis tout nu, et dépouillé de tout. Reconnu comme Français, il est traité plus humainement. Il est conduit au chef des pirates, qui le prend sous sa protection avec trois de ses compagnons. Il part avec ses nouveaux maîtres pour l'île de Malicut, archipel à l'ouest du Kerala indien.

### Cochin
Pyrard s'embarque avec trois Français sur la flotte qui fait voile pour le royaume du Bengale. Au bout d'un mois, la flotte entre dans le port de Chartican. Le roi veut les retenir.
Voulant revenir au pays, ils apprennent au Bengale que des navires hollandais viennent fréquemment relâcher à Calicut. Ils préfèrent prendre passage à bord d'un navire de Calicut qui transporte les quatre Français à Montingue, port voisin de Cannanore ; ils peuvent gagner ensuite Calicut.
Arrivés à Calicut, les princes indigènes à qui ils rendent visite cherchent tous à les retenir près d'eux. Au mois de février 1608, deux jésuites, qui jouissaient de la confiance du roi du Bengale, leur conseillent d'aller à Cochin, promettant qu'ils seront bien reçus par les Portugais et facilement rapatriés en Europe.
C'est le contraire qui arrive. Les Portugais les arrêtent en route, peu satisfaits de voir des Français dans ces parages, où ils veulent faire leur commerce et trafiquer seuls. On les jette dans une barque à moitié remplie d'eau. Ils supplient à genoux qu'on ne les laisse pas mourir sans confession. Les Portugais les envoient garrottés à Cochin.
À Cochin, la populace manque de les écharper et leur montre un gibet où se balançaient les cadavres de trois Hollandais. Le gouverneur se contente pourtant de les faire jeter dans une tour sans porte, dans laquelle on descend les gens comme dans un puits. Les lampes s'éteignent faute d'air, et la chaleur est telle que les 130 malheureux enterrés là se dépouillent de tous leurs vêtements.
Pyrard réussit à faire passer une lettre au supérieur des jésuites de Cochin qui leur obtient la liberté sous caution.

### Goa
Pyrard ne sort de captivité que pour être traîné malade à l'hôpital de Goa. Il y est soigné, puis jeté en prison, puis incorporé dans la milice portugaise. À Goa, son meilleur soutien est le collège jésuite de Saint-Paul où il se lie d'amitié avec Étienne de la Croix, normand originaire de Rouen, et le linguiste Thomas Stephens (1607).
Il ne tarde pas à remarquer qu'il est aussi important de cacher ses talents dans cette position nouvelle, qu'il lui avait auparavant été utile de les produire. Il feint de ne savoir ni lire, ni écrire, ni parler le portugais. Il se contente de montrer une docilité à toute épreuve.
Il sert deux ans comme soldat et est employé dans plusieurs expéditions qui lui donnent la facilité de connaître différentes parties des Indes et de recueillir des renseignements sur les régions qu'il ne voit pas. On l'envoie successivement à Ceylan, à Malacca, à Sumatra, à Java, puis à Ormus, à Cambaye et à Diu.
Alors qu'Il est de retour depuis six mois, il est mis en prison avec tous les étrangers qui se trouvent à Goa.

### Le voyage du retour jusqu'au Brésil
Enfin, au milieu de l'hiver 1609, quatre grandes caraques arrivèrent de Lisbonne portant un ordre royal qui interdit à tout Français, Anglais ou Hollandais de séjourner aux Indes. Pyrard et ses compagnons ne demandent pas autre chose. Il a encore recours aux jésuites, dont les instances déterminent enfin le vice-roi à le renvoyer en Europe avec deux de ses compagnons, et ils reçoivent des secours en argent et en vivres.
Pyrard et trois Français partent le 30 janvier 1610. Leur navire est alerté à la vue d'une flottille hollandaise, le 8 février, il fait une relâche forcée à l'île de Diego Garcia le 15 mars.
Pyrard rencontre une tempête en vue du cap de Bonne-Espérance, puis vit une révolte à bord. Le navire fait escale sur l'île de Sainte-Hélène, le 5 juin. le navire dérive considérablement vers l'ouest, et échoue dans la baie de Tous les Saints, au Brésil en août. L'accueil y est plus humain.
Voici les étapes et les incidents de cette traversée de Goa au Brésil, pendant laquelle 250 passagers ou matelots sont morts.

### Salvador de Bahia
Pyrard trouve à Salvador de Bahia un Français de Marseille, qui lui procure chez un riche Portugais, ancien vice-roi, la charge de chef des esclaves avec un riche traitement.
Le vice-roi portugais en fonction lui témoigne de l'estime et l'admet même à sa table. La liaison entre Ville haute et Ville basse à Salvador a toujours été compliquée. Afin de faciliter le transport de marchandises, les religieux ont construit des grues (guindastes). La mention la plus ancienne de ces grues est due à Pyrard et remonte à 1610.

### L’Espagne, puis la France
François Pyrard s'embarque au mois d'octobre 1610. Le 15 janvier 1611, il est en vue des côtes du Portugal. Près du port, le vent tourne et oblige à gouverner au nord. Le navire fait eau de toutes parts et à plusieurs reprises l'équipage pense que le bateau va couler. Pyrard regarde le danger qu'il court alors comme le plus grand de tous ceux auxquels il a échappé depuis dix ans. Enfin la côte de Galice est contournée. Le 20 janvier 1611, il débarque aux îles de Baiona.
Il profite de sa situation géographique pour accomplir un pèlerinage à Saint-Jacques-de-Compostelle en Galice.

Il ne met ensuite que trente-six heures à faire la traversée d'un petit port de la Corogne à La Rochelle dans une barque où le patron, touché par ses infortunes, l'accueille gratuitement. Il trouve sur une grosse foire à Niort des marchands lavallois avec lesquels, le 16 février il rentre à Laval. 

« dont Dieu soit loué ! »

### Le retour à Laval
Il règle avec son oncle Julien Hayneufve ses affaires d'intérêt. Il écrit une première rédaction de ses mémoires qu'il porte à Paris, et le récit de ses aventures lui vaut la protection de personnages puissants. Le président Pierre Jeannin lui conseille de publier la relation de ses voyages.
Une procuration du 24 décembre 1611 le dit toujours demeurant à Laval mais « estant de présent en cette ville de Paris, rue des Noyers, paroisse de Saint-Benoist ». Il meurt sans doute après novembre 1622, car on ne connait plus aucun acte où il figure, si ce n'est peut-être un prêt fait en 1623 à Pierre Le Clerc, son compatriote, tombé malade à Paris ; service qui peut-être d'ailleurs attribué à François Pyrard, cousin du voyageur et procureur au Parlement de Paris.
Une sculpture représentant François Pyrard est installée dans le square d’Avesnières à Laval en décembre 2011. Elle a été réalisée en 2005 par le sculpteur Del'Aune.

## L'œuvre
Pyrard a vu, étudié, appris, mais ne s'est pas enrichi, et il se voit comme un naufragé. Après toutes ses infortunes, il n'aurait eu peut-être que la réputation d'un coureur d'aventures, s'il n'avait su rendre son expérience utile à ses contemporains par la publication du récit de ses voyages. Il ne se borne pas en effet à raconter sa propre histoire; il s'applique surtout à consigner tout ce qu'il juge devoir être avantageux aux navigateurs qui viendraient après lui.
Ses écrits parurent sous ce titre : Discours du voyage des François aux Indes orientales, ensemble des divers accidents, adventures et dangers de l'autheur en plusieurs royaumes des Indes, etc. Traité et Description des animaux, arbres et fruits des Indes, etc., plus un bref avertissement et advis pour- ceux qui entreprennent le voyage des Indes, Paris, 1611, in-8.
Observateur exact et plein de jugement, il donne sur la géographie, l'histoire naturelle, les mœurs et la langue des pays qu'il avait visités, des détails précieux et intéressants.
Pyrard sait mettre en valeur son odyssée auprès des notables parisiens, et Jérôme Bignon, membre de la famille Bignon, originaire de Saint-Denis-d'Anjou, avocat général et géographe, protégé de Henri IV, le fait venir chez lui, le questionne, et tire de ses réponses, ainsi que des entretiens qu'il a avec lui, des renseignements beaucoup plus amples que ceux qui sont contenus dans le Discours.
Ces matériaux, soigneusement transcrits, sont confiés à Pierre Bergeron, qui les met en ordre et les publie sous ce titre : Voyages des François aux Indes orientales, Maldives, Moluques et au Brésil, depuis 1601 jusqu'en 1611, Paris, 1615, 2 vol. in-8.
Gédéon Tallemant des Réaux indique dans ses Historiettes que Pierre Bergeron accueille Pyrard pendant deux ans à Blérancourt : « de temps en temps il le faisoit parler des mêmes choses et marquoit ce qu’il lui disoit, pour voir s’il ne vacilloit peint; ou Pyrard n’êtoit qu’un brutal et un ivrogne ». C’est ainsi qu'il a écrit le livre des Voyages de Pyrard parce que c’est la seule relation connue des Maldives. Les affirmations de Tallemant des Réaux sont confirmées par une note manuscrite de l'évêque d'Avranches Pierre-Daniel Huet.
« Le véritable auteur est Pierre Bergeron, qui ayant oui parler des diverses aventures de Pyrard, lorsqu'il fut de retour à Paris, il le prit chez soi, et se le fit raconter avec toute l'exactitude que l'on peut remarquer dans cet ouvrage. Comme Pyrard est toujours ivre, Bergeron pour discerner la vérité de ses paroles lui faisait dire plusieurs fois et à divers temps une même chose, et quand il la rapportait constamment d'une même façon et sans varier, il la prenait pour véritable. ».
Montesquieu dans l'Esprit des Lois a utilisé l'édition de 1619, augmentée de nouveau, pour donner beaucoup d'exemples des coutumes de mariages et de divorces.
Enfin Pierre Duval fait imprimer : Voyage de François Pyrard, de Laval, contenant sa navigation aux Indes orientales, etc., divisé en trois parties. Nouvelle édition., revue, corrigée et augmentée, etc., Paris, 1679, in-4.
On trouve des extraits de la relation de Pyrard dans plusieurs recueils de voyages, écrits en français ou dans les langues étrangères. Une édition anglaise par Albert Gray a été donnée en trois volumes en 1887-1890.

## Publications
- Voyage de François Pyrard de Laval contenant sa navigation aux Indes orientales, Maldives, Moluques, et au Brésil : et les divers accidens qui lui sont arrivéz en ce voyage pendant son séjour de dix ans dans ces pays. Avec une description exacte des mœurs, loix, façons de faire, police et gouvernement; du trafic et commerce qui s'y fait ; des animaux, arbres, fruits et autres singularitez qui s'y rencontrent, divisé en trois parties. 1611, 1615. La préface de la première édition, reprise dans celle de 1615, était adressée à la reine de France, Marie de Médicis.
- Voyage de François Pyrard de Laval contenant sa navigation aux Indes orientales, Maldives, Moluques, et au Brésil : et les divers accidens qui lui sont arrivéz en ce voyage pendant son séjour de dix ans dans ces pays. Avec une description exacte des mœurs, loix, façons de faire, police et gouvernement; du trafic et commerce qui s'y fait; des animaux, arbres, fruits et autres singularitez qui s'y rencontrent, divisé en trois parties. Nouvelle édition revue, corrigée et augmentée de divers traitez et relations curieuses, avec des observations géographiques sur le présent voyage… Paris, Thiboust, 1619. La dédicace de cette édition est adressée à Guillaume du Vair.
- Voyage du capitaine Phipps dans la mer glaciale du nord / Voyage de Pyrard de Laval aux îles Maldives, G. Difour et Éd. d'Ocagne, 1827[26].
- La dernière édition de cette relation de voyage remontait à 1679. Réédité par Chandeigne en 1999 :
  - Voyage de Pyrard de Laval aux Indes orientales (1601-1611) : contenant sa navigation aux Maldives, Moluques, Brésil, les divers accidents, aventures et dangers qui lui sont arrivés en ce voyage… Suivi de la relation du voyage des Français à Sumatra de François Martin de Vitré (1601-1603)[27].

## Source partielle
- « François Pyrard », dans Louis-Gabriel Michaud, Biographie universelle ancienne et moderne : histoire par ordre alphabétique de la vie publique et privée de tous les hommes avec la collaboration de plus de 300 savants et littérateurs français ou étrangers, 2e édition, 1843-1865 [détail de l’édition].
- « François Pyrard », dans Alphonse-Victor Angot et Ferdinand Gaugain, Dictionnaire historique, topographique et biographique de la Mayenne, Laval, A. Goupil, 1900-1910 [détail des éditions] (BNF 34106789, présentation en ligne).